# 대한민국 형사소송법 제487조
대한민국 형사소송법 제487조는 소송비용의 집행면제의 신청에 대한 형사소송법의 조문이다.

## 조문
제487조(소송비용의 집행면제의 신청) 소송비용부담의 재판을 받은 자가 빈곤하여 이를 완납할 수 없을 때에는 그 재판의 확정 후 10일 이내에 재판을 선고한 법원에 소송비용의 전부 또는 일부에 대한 재판의 집행면제를 신청할 수 있다.

### 형사소송규칙
제174조(소송비용의 집행면제 등의 신청 등) ① 법 제487조 내지 법 제489조의 규정에 의한 신청 및 그 취하는 서면으로 하여야 한다.
②제152조의 규정은 제1항의 신청과 그 취하에 이를 준용한다.

제175조(소송비용의 집행면제 등의 신청 등의 통지) 법원은 제174조제1항에 규정한 신청 또는 그 취하의 서면을 제출받은 경우에는 즉시 그 취지를 검사에게 통지하여야 한다.

## 참고 문헌
- 손동권 신이철, 새로운 형사소송법(초판, 2013), 세창, 2013. ISBN 9788984114081